# Ester Nadal i Fontané
Ester Nadal i Fontané (Girona, 7 de maig de 1991) és una jugadora d'hoquei sobre patins catalana.
Formada com a davantera al Foment Deportiu Cassanenc, als disset va jugar al Club Patí Vilanova. La temporada 2012-13 va fitxar pel Girona Club Hoquei i la temporada següent pel Club Patí Voltregà, amb el qual va guanyar dues Copes d'Europa, dues OK Lliga i dues Copes de la Reina. Després de cinc temporades, va fitxar per l'Hoquei Club Palau de Plegamans, amb el qual va guanyar una OK Lliga la temporada 2018-19. Internacional tant amb la selecció catalana com amb l'espanyola. Va proclamar-se campiona de la Copa Amèrica de 2011 amb Catalunya. Amb la selecció estatal, va guanyar quatre campìonats d'Europa en categories inferiors, sub-18, sub-19 i sub-20, mentre que amb l'absoluta va aconseguir la medalla de bronze al Campionat del Món de 2010 i la medalla d'or al Campionat d'Europa de 2009.

## Palmarès
Clubs
- 2 Copes d'Europa d'hoquei sobre patins femenina: 2015-16, 2016-17
- 3 Lligues espanyoles d'hoquei sobre patins femenina: 2013-14, 2015-16, 2018-19
- 2 Copes espanyoles d'hoquei sobre patins femenina: 2013-14, 2016-17

Selecció catalana
- 1 medalla d'or a la Copa Amèrica d'hoquei sobre patins: 2011

Selecció espanyola
- 1 medalla de bronze al Campionat del Món d'hoquei patins femení: 2010
- 1 medalla d'or al Campionat d'Europa d'hoquei patins femení: 2009